# Понте-делл-Оліо
Понте-делл-Оліо (італ. Ponte dell'Olio) — муніципалітет в Італії, у регіоні Емілія-Романья, провінція П'яченца.
Понте-делл-Оліо розташоване на відстані близько 410 км на північний захід від Рима, 145 км на захід від Болоньї, 22 км на південь від П'яченци.
Населення — 4805 осіб (2014).
Щорічний фестиваль відбувається 16 серпня. Покровитель — святий Рох.

## Демографія
Населення за роками:

Станом на 1 січня 2023 року в муніципалітеті офіційно проживали 492 іноземці з 52 країн, серед них 141 громадянин країн Євросоюзу та 26 громадян України.

## Сусідні муніципалітети
- Беттола
- Гроппарелло
- Ривергаро
- Сан-Джорджо-П'ячентіно
- Вігольцоне